# Bisignano
Bisignano – miejscowość i gmina we Włoszech, w regionie Kalabria, w prowincji Cosenza.
Według danych na rok 2004 gminę zamieszkiwało 10 877 osób, 128 os./km².